# مارك بورتون (كاتب)
مارك بورتون (بالإنجليزية: Mark Burton)‏ هو كاتب أغاني وكاتب سيناريو ومخرج بريطاني، ولد في 30 سبتمبر 1960 في إنجلترا في المملكة المتحدة.

## وصلات خارجية
- مارك بورتون على موقع IMDb (الإنجليزية)
- مارك بورتون على موقع ألو سيني (الفرنسية)
- مارك بورتون على موقع أول موفي (الإنجليزية)
- مارك بورتون على موقع قاعدة بيانات الأفلام السويدية (السويدية)
- مارك بورتون على موقع قاعدة بيانات الفيلم (الإنجليزية)
- مارك بورتون على موقع كينوبويسك (الروسية)